# Dobrava, Velikovec
Dobrava (nemško Dobrowa) je naselje v Občini Velikovec v Okraju Velikovec na Koroškem v Avstriji.